# 아우구스트 블롬
아우구스트 블롬(August Blom, 1869년 12월 26일~1947년 1월 10일)은 덴마크의 영화 감독이다. 1893년 콜링에서 배우로 데뷔했으며 1907년부터 1910년까지는 코펜하겐 국민극장 소속으로 활동했다. 1910년부터 1924년에 은퇴할 때까지 100편이 넘는 영화를 제작했다.